# Хешан Махаяна
Хешан Махаяна (тиб. Хва-шан Маха-ян; кит. Хешан Мохеянь(和尚摩訶衍)). Очолював диспут китайських буддистів проти Камалашили. Цей диспут відбувся у монастирі Самйо (точна дата невідома, умовною датою проведення диспуту можна вважати 790 р.). 
По тибетським джерелам, диспут закінчився повною перемогою Камалашили (що призвело навіть до самогубств серед прихильників Хешана Махаяни), після чого цар заборонив проповідь китайського буддизму і Тибет остаточно та безповоротно звернувся до класичних індійських зразків. 
Позиція Хешана Махаяни докладно описана в статті Дискусія в Сам'ї.